# Radio Roccella
Radio Roccella è un'emittente radiofonica nata nel 1976 a Roccella Ionica (RC).
Attraverso un impianto collinare di ripetizione il segnale dell'emittente può essere chiaramente ascoltato da Punta Stilo (a nord) fino a Capo Spartivento (a sud) entroterra compreso. Il territorio che si riesce a coprire abbraccia grossi centri della cosiddetta “Locride”. In questo territorio sono compresi comuni quali Bovalino, Gioiosa Jonica, Locri, Riace (la città dei famosi Bronzi), Siderno, Stilo, ecc.
Dal mese di marzo del 1999, l'emittente è entrata a far parte del circuito Popolare Network, una scelta questa, voluta dal nuovo gruppo dirigente dell'associazione: "Siamo fieri di essere la prima radio in Calabria a diffondere il segnale del network e soprattutto pensiamo che così facendo possiamo contribuire a colmare, con l'informazione di Popolare, una lacuna per il territorio appagando la sete, che pure esiste, di informazione alternativa ai canali tradizionali."
Nella programmazione dell'emittente il network si intercala con 8 edizioni di un giornale locale, 3 edizioni di un giornale sportivo a carattere locale, programmi culturali e dibattiti in studio, approfondimenti tematici sulla politica locale e sul territorio, 2 grandi appuntamenti con una trasmissione che si occupa dello sport dilettantistico locale con collegamenti in diretta, interviste e commenti al sabato e alla domenica pomeriggio.
Naturalmente Radio Roccella non si limita solo allo sport o a programmi informativi. Per quanto attiene alle selezioni musicali, l'emittente jonica ha rafforzato la propria identità, superando i canoni tradizionali dell'easy-listening e dando spazio a jazz, funk, fusion, soprattutto nell'appuntamento pomeridiano e notturno.
Oggi, quindi, Radio Roccella riesce a far prevalere l'elemento persona sull'asetticità tipica della grande radiofonia nazionale con una programmazione non banale ma incastonata nel radicamento della cultura e delle tradizioni locali. Tutto ciò è stato possibile grazie all'impostazione societaria che, se da un lato ha impedito uno sviluppo forse più accelerato dei mezzi e delle tecnologie, dall'altro ha permesso la gestione di un'emittente radiofonica nel segno del volontariato e della passione per il mezzo radiofonico, lontano quindi, da concetti legati ad un'ottica di sviluppo di tipo commerciale. “Ci unisce soltanto la voglia ormai ultraventennale di fare radio. L'impostazione statutaria che ci siamo dati evita il pericolo che qualcuno possa pensare ad uno sfruttamento commerciale dell'emittente”.
La scelta di essere una emittente con concessione a “carattere comunitario” è stata attentamente valutata e voluta proprio in quest'ottica.
Gli studi di trasmissione sono stati rinnovati nel luglio del 2005 sia nelle strutture logistiche che nella strumentazione tecnica che offre quanto di più innovativo e moderno possa esistere sul mercato.